# ビャウィストク
ビャウィストク（ポーランド語: Białystok [bjaˈwɨstɔk] ( 音声ファイル)、ロシア語: Белосто́к ベロストーク、ベラルーシ語: Беласток、リトアニア語: Balstogė）は、ポーランド北東部、ポドラシェ県の県都。ポーランド北東部最大の都市である。人口は約30万人。

## 人口
- 1990年 - 約26万8000人
- 2003年 - 約29万1000人
- 2021年 - 約29万6000人

## 地勢と産業
ヴィスワ川支流のナレフ川水系に位置する。ベラルーシ国境まで続く広大な原生林が広がっており、世界遺産に登録されているビャウォヴィエジャ森林保護区がベラルーシにも跨り、絶滅危惧種である野生のバイソンが生息する。
ヴィスワ川以東の北東部は後進地域とされ、ライ麦・ジャガイモ・亜麻などを生産する農業地域に位置する。地方資源に立脚した食品工業や、繊維工業（羊毛・麻織物・綿紡績）もある。

## 歴史

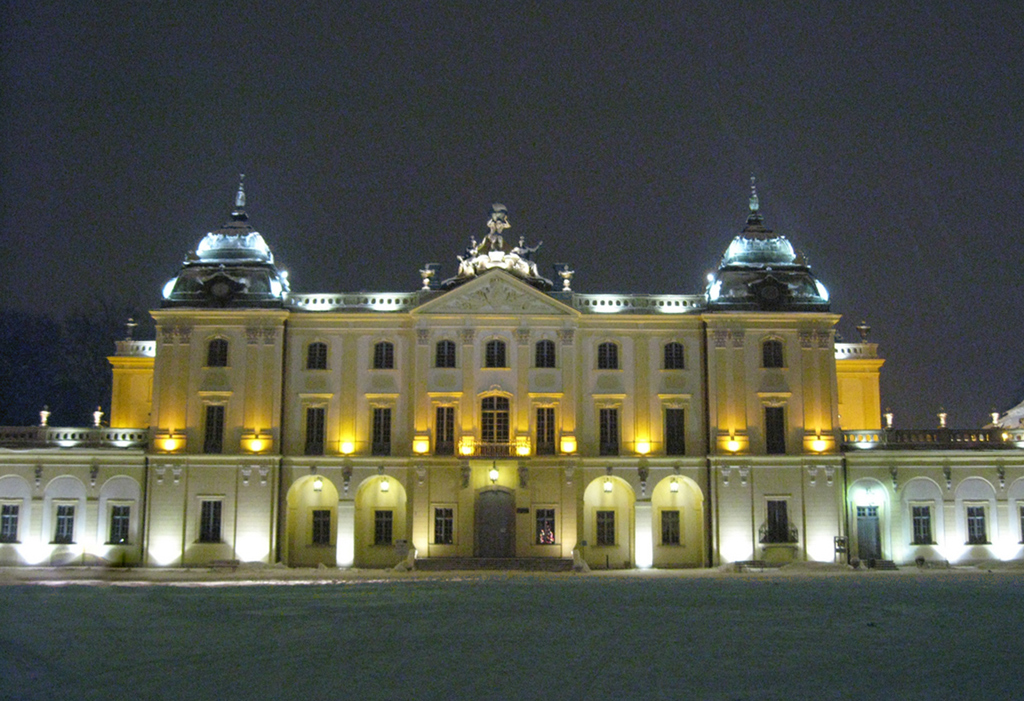
ブラ二ツキ宮殿

ロシア時代は、ユダヤ教徒居住区であったグロドノ県に所属し、ロシア語のベラストークと呼ばれていた。ハビマーがヴァウカヴィスク出身のナフム・ツェマフ (Nahum Tzemach) によって設立された。
1918年3月に中央同盟国とボリシェヴィキ政府との間で結ばれた講和条約であるブレスト＝リトフスク条約によってロシアから切り離され、同盟国敗戦後はポーランド・ソビエト戦争を経てポーランド領となる。
1939年9月初頭のポーランド侵攻では、当初ドイツ軍が市内を占拠したが、ソビエト連邦の赤軍がポーランドへ侵攻を始めるとドイツ軍市内から撤退、赤軍が駐留した。ポーランドは両国の侵攻により、ほぼカーゾン線に沿って分割したが、カーゾン線の内側のビャウィストク周辺は例外的にソビエト連邦に占領されることとなった。
第二次世界大戦後は、カーゾン線がほぼソ連・ポーランド国境となり、ソ連占領地帯の大半はソ連領となったが、ビャウィストク周辺はポーランド領に復帰した。

## 気候

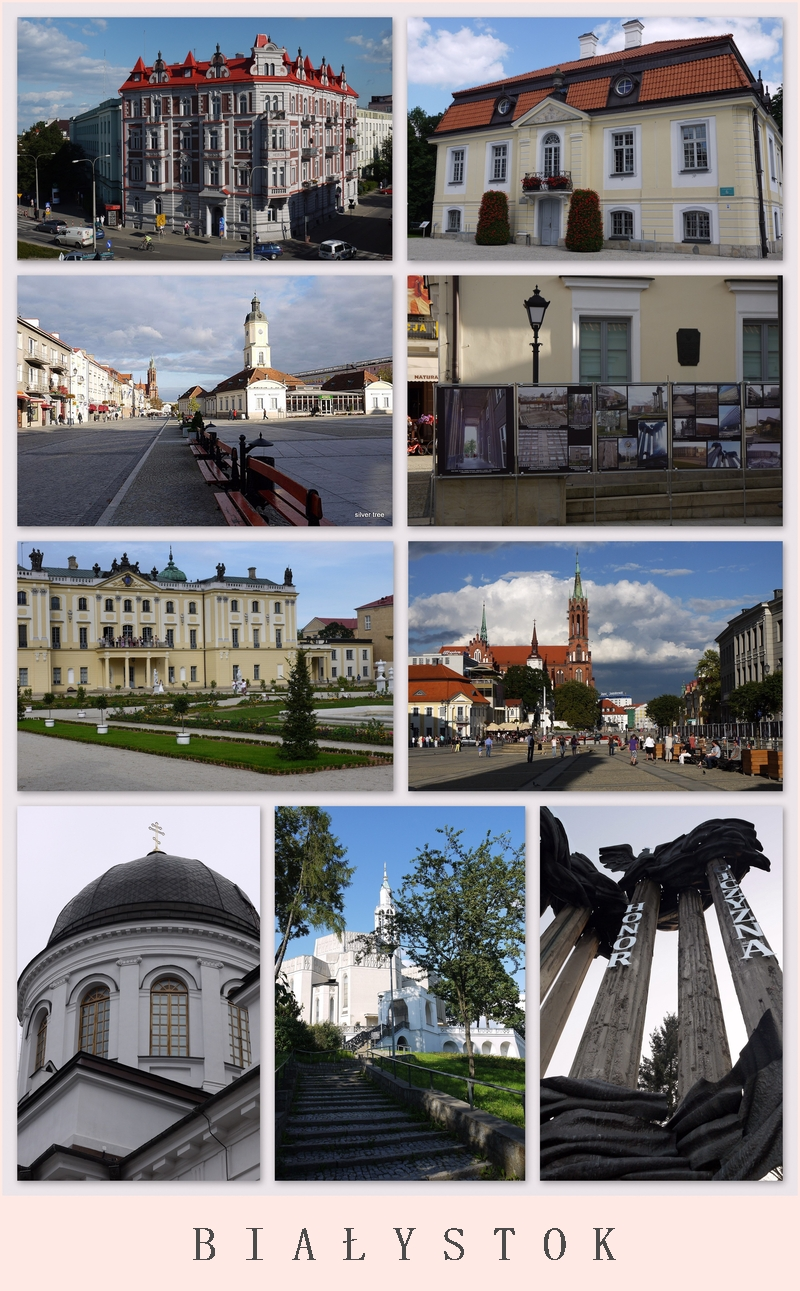
ビャウィストク モンタージュ

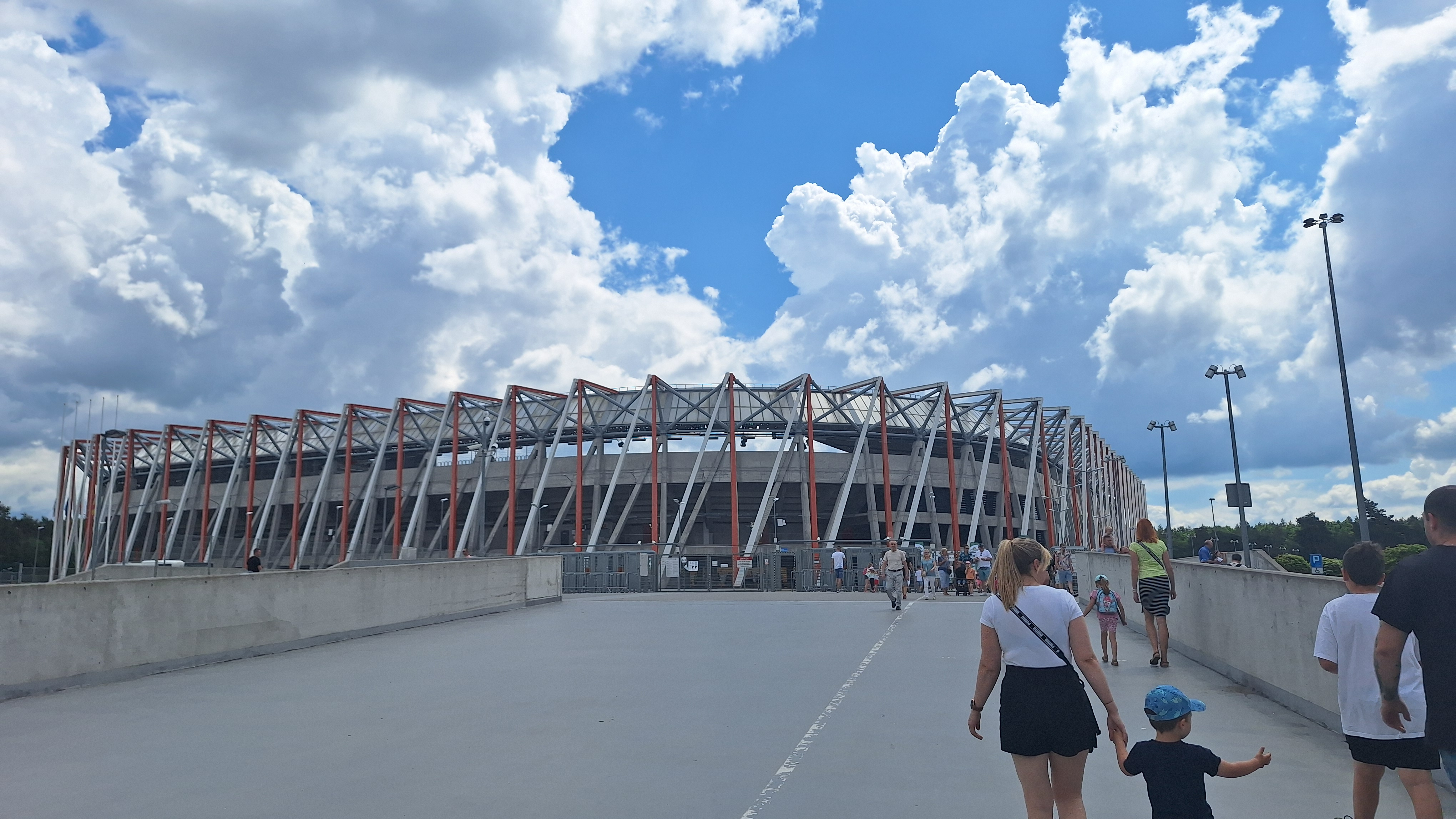
ビャウィストク市立競技場

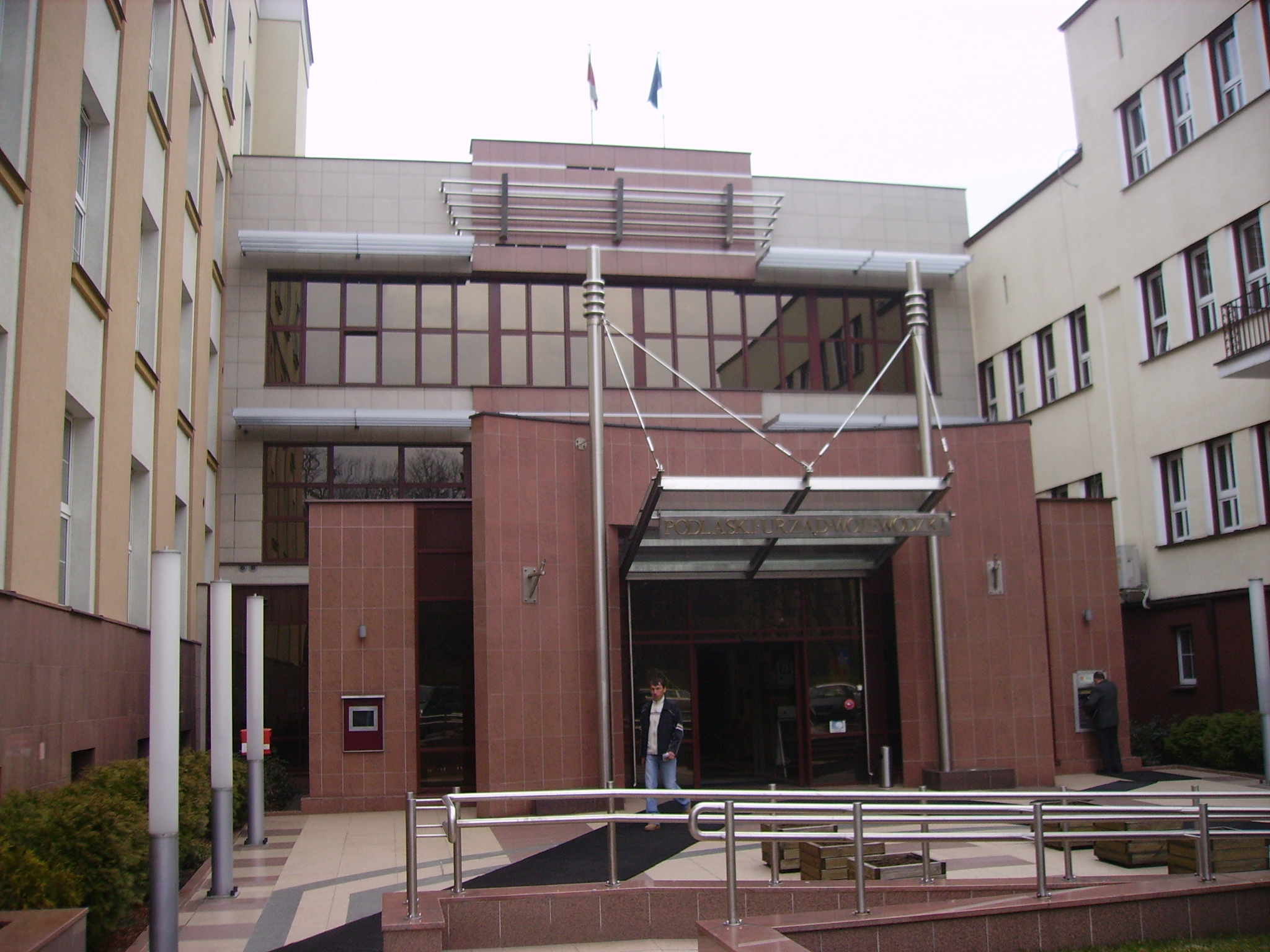
ポドラシェ県庁舎

| ビャウィストク (1991–2020)の気候                                                 | ビャウィストク (1991–2020)の気候 | ビャウィストク (1991–2020)の気候 | ビャウィストク (1991–2020)の気候 | ビャウィストク (1991–2020)の気候 | ビャウィストク (1991–2020)の気候 | ビャウィストク (1991–2020)の気候 | ビャウィストク (1991–2020)の気候 | ビャウィストク (1991–2020)の気候 | ビャウィストク (1991–2020)の気候 | ビャウィストク (1991–2020)の気候 | ビャウィストク (1991–2020)の気候 | ビャウィストク (1991–2020)の気候 | ビャウィストク (1991–2020)の気候 |
| 月                                                                               | 1月                              | 2月                              | 3月                              | 4月                              | 5月                              | 6月                              | 7月                              | 8月                              | 9月                              | 10月                             | 11月                             | 12月                             | 年                               |
| -------------------------------------------------------------------------------- | -------------------------------- | -------------------------------- | -------------------------------- | -------------------------------- | -------------------------------- | -------------------------------- | -------------------------------- | -------------------------------- | -------------------------------- | -------------------------------- | -------------------------------- | -------------------------------- | -------------------------------- |
| 最高気温記録 °C （°F）                                                           | 11.4 (52.5)                      | 16.4 (61.5)                      | 21.8 (71.2)                      | 29.3 (84.7)                      | 31.7 (89.1)                      | 32.8 (91)                        | 36.0 (96.8)                      | 35.2 (95.4)                      | 33.6 (92.5)                      | 25.4 (77.7)                      | 18.5 (65.3)                      | 13.8 (56.8)                      | 36.0 (96.8)                      |
| 平均最高気温 °C （°F）                                                           | −0.4 (31.3)                      | 1.1 (34)                         | 6.1 (43)                         | 13.6 (56.5)                      | 19.2 (66.6)                      | 22.2 (72)                        | 24.3 (75.7)                      | 23.7 (74.7)                      | 18.1 (64.6)                      | 11.7 (53.1)                      | 5.2 (41.4)                       | 1.0 (33.8)                       | 12.15 (53.89)                    |
| 日平均気温 °C （°F）                                                             | −2.8 (27)                        | −1.9 (28.6)                      | 1.7 (35.1)                       | 7.9 (46.2)                       | 13.1 (55.6)                      | 16.4 (61.5)                      | 18.4 (65.1)                      | 17.5 (63.5)                      | 12.6 (54.7)                      | 7.4 (45.3)                       | 2.7 (36.9)                       | −1.2 (29.8)                      | 7.65 (45.78)                     |
| 平均最低気温 °C （°F）                                                           | −5.4 (22.3)                      | −4.9 (23.2)                      | −2.4 (27.7)                      | 2.2 (36)                         | 6.8 (44.2)                       | 10.3 (50.5)                      | 12.6 (54.7)                      | 11.6 (52.9)                      | 7.7 (45.9)                       | 3.6 (38.5)                       | 0.2 (32.4)                       | −3.6 (25.5)                      | 3.23 (37.82)                     |
| 最低気温記録 °C （°F）                                                           | −35.4 (−31.7)                    | −32.9 (−27.2)                    | −24.0 (−11.2)                    | −8.3 (17.1)                      | −4.5 (23.9)                      | −0.2 (31.6)                      | −1.1 (30)                        | 0.1 (32.2)                       | −5.1 (22.8)                      | −11.2 (11.8)                     | −20.7 (−5.3)                     | −29.3 (−20.7)                    | −35.4 (−31.7)                    |
| 降水量 mm （inch）                                                               | 33.8 (1.331)                     | 31.4 (1.236)                     | 34.6 (1.362)                     | 37.7 (1.484)                     | 69.1 (2.72)                      | 65.4 (2.575)                     | 86.5 (3.406)                     | 69.4 (2.732)                     | 56.0 (2.205)                     | 47.2 (1.858)                     | 39.2 (1.543)                     | 39.9 (1.571)                     | 610.2 (24.023)                   |
| 降雪量 cm （inch）                                                               | 226.4 (89.13)                    | 258.4 (101.73)                   | 142.2 (55.98)                    | 17.6 (6.93)                      | 0 (0)                            | 0 (0)                            | 0 (0)                            | 0 (0)                            | 0 (0)                            | 1.9 (0.75)                       | 26.6 (10.47)                     | 110.2 (43.39)                    | 783.3 (308.38)                   |
| 平均降水日数                                                                     | 8.9                              | 8.0                              | 8.1                              | 7.6                              | 9.6                              | 9.4                              | 10.4                             | 8.3                              | 8.6                              | 8.2                              | 8.9                              | 8.9                              | 104.9                            |
| 平均降雪日数                                                                     | 19.6                             | 17.8                             | 10.0                             | 1.3                              | 0                                | 0                                | 0                                | 0                                | 0                                | 0.6                              | 5.0                              | 14.4                             | 68.7                             |
| % 湿度                                                                           | 88.4                             | 85.1                             | 77.8                             | 69.8                             | 71.2                             | 73.1                             | 75.4                             | 77.2                             | 82.5                             | 85.5                             | 90.0                             | 90.4                             | 80.53                            |
| 平均月間日照時間                                                                 | 38.1                             | 57.4                             | 122.1                            | 185.7                            | 254.1                            | 259.3                            | 256.9                            | 250.5                            | 161.8                            | 102.1                            | 38.4                             | 28.9                             | 1,755.3                          |
| 出典：Promedios y totales mensualesWeatherBase, Climatebase.ru and meteoblue.com |                                  |                                  |                                  |                                  |                                  |                                  |                                  |                                  |                                  |                                  |                                  |                                  |                                  |

## 出身者、ゆかりの人物
- ヤン・クレメンス・ブラニツキ：18世紀のビャウィストクの領主。同市の繁栄の基礎を築いた。
- レオ・ヴィーネル (Leo Wiener 1862-1939)：イディッシュ語学者。ノーバートの父
  - ノーバート・ウィーナー：レオの息子。アメリカの数学者
- ジガ・ヴェルトフ：映画監督
- ボリス・カウフマン：映画撮影監督。ジガ・ヴェルトフの弟
- ラザロ・ルドヴィコ・ザメンホフ：エスペラントの創案者
- デイヴィッド・ドゥビンスキー：労働組合運動指導者。一時期住んでいた。
- ヘルマン・フリートマン：哲学者
- マクシム・リトヴィノフ：政治家
- アルバート・サビン
- リシャルト・カチョロフスキ
- トーマス・フランコフスキー

## スポーツ

### サッカー
- ヤギエロニア・ビャウィストク

## 姉妹都市
- チェンストホヴァ（ポーランド）
- ディジョン（フランス）
- アイントホーフェン（オランダ）
- フロドナ（ベラルーシ）
- ジェルガヴァ（ラトビア）
- カリーニングラード（ロシア）
- カウナス（リトアニア）
- ミルウォーキー（アメリカ合衆国）
- ミシュコルツ（ハンガリー）